# Brännfallstorp
Brännfallstorp är en liten bebyggelse i Hedesunda socken, Gävle kommun. Området där Brännfallstorp finns heter Bodarna, Hedesunda. Byn har varit ett prästgårdstorp i Sända.